# وعده دیدار
وعده دیدار یا پرده عشق فیلمی به کارگردانی جمال شورجه و نویسندگی علی مؤذنی محصول سال ۱۳۸۲ است.

## خلاصه داستان
استاد ابراهيم مهدوي هنرمند و نقاش پرده هاي مذهبي است. او كه جانباز شيميايي جنگ است، با بد شدن حالش براي معالجه و شركت در نمايشگاهي كه در لندن برگزار مي شود، به اين شهر سفر مي كند. از آن طرف هم عاموس كه با صهيونيست ها سر و كار دارد، به خاطر بدهي فراوانش مدام مورد تهديد واقع مي شود. عاموس كه به كارهاي هنري هم علاقه مند است در صدد است تا تكميل و فروش يك پرده مذهبي بدهي هايش را بپردازد. او كه متوجه شده ابراهيم به انگلستان آمده، محل اقامت او را زير نظر مي گيرد. عاموس براي رسيدن به مقاصدش ابراهيم مهدوي را مي ربايد و سربسته به او مي فهماند كه شرط آزادي او تكميل اين پرده مذهبي است؛ پرده اي كه در واقع پدر مهدوي نقاش آن بوده و نيمه كاره مانده است. مهدوي هم سماجت مي كند كه هيچ وقت اين كار را نمي كند و عاموس با گروگان گرفتن نرگس، همسر مهدوي، او را وادار به انجام خواسته اش مي كند. از طرفي حجتي هم ه در پي اين پرونده است به عاموس شك مي كند و با محاصره خانه او و بازرسي از آن جا متوجه حضور مهدوي و همسرش مي شود و مهدوي را كه دچار حمله شده، نجات مي دهد.

## بازیگران
- سعید نیک‌پور
- پروانه معصومی
- محمد صادقی
- احمد نجفی
- مجید مظفری
- حسین معلومی
- پوراندخت مهیمن
- پویا امینی
- شبنم قلی خانی
- مهسا جهانگیری
- فومان دژآهنگ
- حبیب‌الله بهمنی
- دریا سکوردنیا
- الهام حمیدی
- رضا بنفشه خواه
- جان کوگان
- جانسون ویلکینسون
- کارول کرینفلین
- ماری رینی
- نیل تود
- لیود موریس
- پل مکینلی
- مارتین وینباش